# Tourrette-Levens
Tourrette-Levens (okzitanisch Torreta de Levens, früher italienisch Torretta Levenzo) ist eine französische Gemeinde mit 4633 Einwohnern (Stand: 1. Januar 2022) im Département Alpes-Maritimes in der Region Provence-Alpes-Côte d’Azur; sie gehört zum Arrondissement Nice und zum Kanton Tourrette-Levens. Sie ist Mitglied des Gemeindeverbandes Métropole Nice Côte d’Azur. Die Einwohner werden Tourrettans genannt.

## Geografie
Tourrette-Levens liegt etwa 13 Kilometer nördlich von Nizza am Fluss Banquière unterhalb des Col de Châteauneuf de Contes. Umgeben wird Tourrette-Levens von den Nachbargemeinden Levens im Norden, Bendejun im Nordosten, Châteauneuf-Villevieille im Osten, Cantaron und Nizza im Südosten, Saint-André-de-la-Roche im Süden, Falicon im Süden und Südwesten, Aspremont und Castagniers im Westen sowie Saint-Blaise im Nordwesten.

## Geschichte
Die Burganlage wurde im zwölften Jahrhundert vom Templerorden angelegt. Nach dessen Auflösung wurde die Familie Chabaud und mit ihr der Johanniterorden Herr über die Burg und den Ort.
| Bevölkerungsentwicklung | Bevölkerungsentwicklung | Bevölkerungsentwicklung | Bevölkerungsentwicklung | Bevölkerungsentwicklung | Bevölkerungsentwicklung | Bevölkerungsentwicklung | Bevölkerungsentwicklung | Bevölkerungsentwicklung | Bevölkerungsentwicklung | Bevölkerungsentwicklung | Bevölkerungsentwicklung | Bevölkerungsentwicklung | Bevölkerungsentwicklung | Bevölkerungsentwicklung |
| ----------------------- | ----------------------- | ----------------------- | ----------------------- | ----------------------- | ----------------------- | ----------------------- | ----------------------- | ----------------------- | ----------------------- | ----------------------- | ----------------------- | ----------------------- | ----------------------- | ----------------------- |
| Jahr                    | 1806                    | 1858                    | 1906                    | 1926                    | 1946                    | 1954                    | 1962                    | 1968                    | 1975                    | 1982                    | 1990                    | 1999                    | 2006                    | 2011                    |
| Einwohner               | 1.029                   | 1.495                   | 1.158                   | 956                     | 891                     | 1.052                   | 2.035                   | 2.650                   | 2.644                   | 3.004                   | 3.412                   | 4.116                   | 4.639                   | 4.731                   |

## Sehenswürdigkeiten
Siehe auch: Liste der Monuments historiques in Tourrette-Levens
- Kirche Sainte-Rosalie (auch Notre-Dame de l’Assomption) aus dem 12. Jahrhundert mit Anbauten bis ins 18. Jahrhundert, seit 1937 Monument historique
- Burganlage Tourrette-Levens aus dem 12. Jahrhundert, Monument historique seit 1937
- Kapelle der weißen Pönitenz-Brüder

|  |  |  |